# Херболд фон Папенхайм
Херболд фон Папенхайм (на немски: Herbord von Papenheim; * ок. 1308 в Либенау в окръг Касел в Ландграфство Хесен; † сл. 1383/1385 в Либенау) е благородник от фамилията „Рабе фон Папенхайм“ при Варбург в Източна Вестфалия.
Той е син (от 5 деца) на Херболд I фон Папенхайм (* пр. 1275 в Либенау; † 1348 вер. в Либенау) и съпругата му Ермгардис фон дер Асебург († 1356), дъщеря на рицар Буркхард фон дер Асебург († 1316/1317) и Агнес фон Бюрен († 1316). Внук е на рицар Рабанус фон Папенхайм († сл. 1306) и на фон Бракел. Сестра му Ирмингарда фон Папенхайм се омъжва за Вернер VII фон Льовенщайн-Вестербург († сл. 1353).
Линиите „цу Либенау и Щамен“ съществуват и днес като стар хесенски рицарски род.

## Фамилия
Херболд фон Папенхайм се жени за Мехтилд фон Шьоненберг († сл. 1373), дъщеря на
Конрад V фон Шоненберг († сл. 1353) и Хелена фон Шваленберг († сл. 1372), дъщеря на граф Хайнрих II фон Шваленберг († 1349) и Елизабет фон Вьолпе († 1336). Те имат шест деца:
- Херболд фон Папенхайм, женен за Мехтхилд Шпигел цум Дезенберг
- Бургхард фон Папенхайм (* ок. 1361, Либенау; † 1451/1452, Либенау), женен ок. 1390 г. за Хилдбург фон Падберг (* ок. 1368, Падберг; † пр. 1439, Либенау), дъщеря на Фридрих III фон Падберг и Хила Шпигел цум Дезенберг
- Кристина фон Папенхайм, омъжена за Хайнрих фон Хартхаузен
- Анна фон Папенхайм (* 1330; † сл. 1382), омъжена за Хайнрих IV фон Шпигел цум Дезенберг (* ок. 1350; † 1415)
- Кунигунда фон Папенхайм († сл. 1389), омъжена за Вернер фон Ханщайн ’Стари’ († 1387)
- Ерментруд фон Папенхайм, омъжена за кнапе Алберт II фон Бракел († 1383 – 1384)